# Président du Parlement de Catalogne
 (octobre 2024).
Si vous disposez d'ouvrages ou d'articles de référence ou si vous connaissez des sites web de qualité traitant du thème abordé ici, merci de compléter l'article en donnant les références utiles à sa vérifiabilité et en les liant à la section « Notes et références ».
Le président du Parlement de Catalogne est le député chargé d'occuper la présidence du Parlement de Catalogne. Après le président de Catalogne, il est la deuxième autorité de la communauté autonome.
Le titulaire de ce poste est, depuis le 10 juin 2024, Josep Rull.

## Élection
Il est élu lors de la première séance qui suit la tenue des élections au Parlement, ou lors de la première séance plénière qui suit la démission du titulaire.
La majorité absolue des députés élus est requise lors du premier tour. En cas d'échec, un second tour est organisé immédiatement après la proclamation des résultats par le président de séance, où la majorité simple est cette fois suffisante, entre les deux candidats en tête. Si les deux candidats arrivent à égalité, un nouveau vote intervient pour les départager. Si aucun candidat n'est alors élu au bout de quatre autres votes, le candidat proposé par le groupe ayant le plus de députés est désigné président. Chaque député est libre d'écrire le nom qu'il souhaite sur son bulletin de vote, même si ceux du groupe majoritaire votent toujours pour un candidat préalablement désigné par leur parti.
Son mandat prend fin en cas de décès, démission, perte de la qualité de député ou à la suite de la dissolution du Parlement, prélude à la tenue de nouvelles élections.

## Fonctions
Il préside les séances plénières, dont il assure l'ouverture, la clôture et la fixation de l'ordre du jour en collaboration avec la conférence des porte-parole. Il préside également les réunions de la conférence des porte-parole et de la députation permanente.
Chargé de diriger les débats et d'en contrôler le bon ordre, lui seul peut donner la parole et la retirer. Il a la faculté de rappeler un député ou l'ensemble de l'assemblée à l'ordre, d'expulser immédiatement, pour une ou deux séances, tout député qui a été rappelé trois fois à l'ordre, qui n'a pas quitté la salle des séances après le prononcé d'expulsion, ou qui a produit un désordre grave du fait de sa conduite.
Il s'assure de la bonne application du règlement, de son interprétation après validation par la conférence des porte-parole, et de la bonne marche des travaux parlementaires.
Après consultation avec les porte-parole des groupes parlementaires, il est chargé de proposer le nom d'un candidat à l'investiture comme président de la généralité de Catalogne.
En cas de vacance, d'absence ou d'impossibilité, il est remplacé par un vice-président, selon l'ordre d'élection.

## Titulaires
| Législature | Titulaire        | Parti              | Parti | Élection                             | Date de début    | Date de fin      |
| ----------- | ---------------- | ------------------ | ----- | ------------------------------------ | ---------------- | ---------------- |
| Ire         | Heribert Barrera |                    | ERC   | 1er tour : 108 voix                  | 10 avril 1980    | 9 septembre 1980 |
| Ire         | Heribert Barrera | 1er tour : 73 voix | ERC   | 9 septembre 1980                     | 17 mai 1984      |                  |
| IIe         | Miquel Coll      |                    | UDC   | 1er tour : 86 voix                   | 17 mai 1984      | 16 juin 1988     |
| IIIe        | Joaquim Xicoy    |                    | UDC   | 1er tour : 75 voix                   | 16 juin 1988     | 3 avril 1992     |
| IVe         | Joaquim Xicoy    | 1er tour : 77 voix | UDC   | 3 avril 1992                         | 5 décembre 1995  |                  |
| Ve          | Joan Reventós    |                    | PSC   | 1er tour : 75 voix                   | 5 décembre 1995  | 5 novembre 1999  |
| VIe         | Joan Rigol       |                    | UDC   | 1er tour : 68 voix                   | 5 novembre 1999  | 5 décembre 2003  |
| VIIe        | Ernest Benach    |                    | ERC   | 1er tour : 111 voix                  | 5 décembre 2003  | 17 novembre 2006 |
| VIIIe       | Ernest Benach    | 1er tour : 70 voix | ERC   | 17 novembre 2006                     | 16 décembre 2010 |                  |
| IXe         | Núria de Gispert |                    | UDC   | 1er tour : 77 voix                   | 16 décembre 2010 | 17 décembre 2012 |
| Xe          | Núria de Gispert | 1er tour : 79 voix | UDC   | 17 décembre 2012                     | 26 octobre 2015  |                  |
| XIe         | Carme Forcadell  |                    | JxSí  | 1er tour : 77 voix                   | 26 octobre 2015  | 28 octobre 2017  |
| XIIe        | Roger Torrent    |                    | ERC   | 1er tour : 65 voix 2d tour : 65 voix | 17 janvier 2018  | 12 mars 2021     |
| XIIIe-XIVe  | Laura Borràs     |                    | Junts | 1er tour : 65 voix 2d tour : 64 voix | 12 mars 2021     | 1er juin 2023    |
| XIIIe-XIVe  | Anna Erra        |                    | Junts | 1er tour : 64 voix 2d tour : 64 voix | 9 juin 2023      | 10 juin 2024     |
| XVe         | Josep Rull       |                    | Junts | 1er tour : 35 voix 2d tour : 59 voix | 10 juin 2024     | En fonction      |